# Estação Ferroviária de São João da Madeira
A Estação Ferroviária de São João da Madeira é uma interface da Linha do Vouga, que serve a cidade de São João da Madeira, no Distrito de Aveiro, em Portugal.

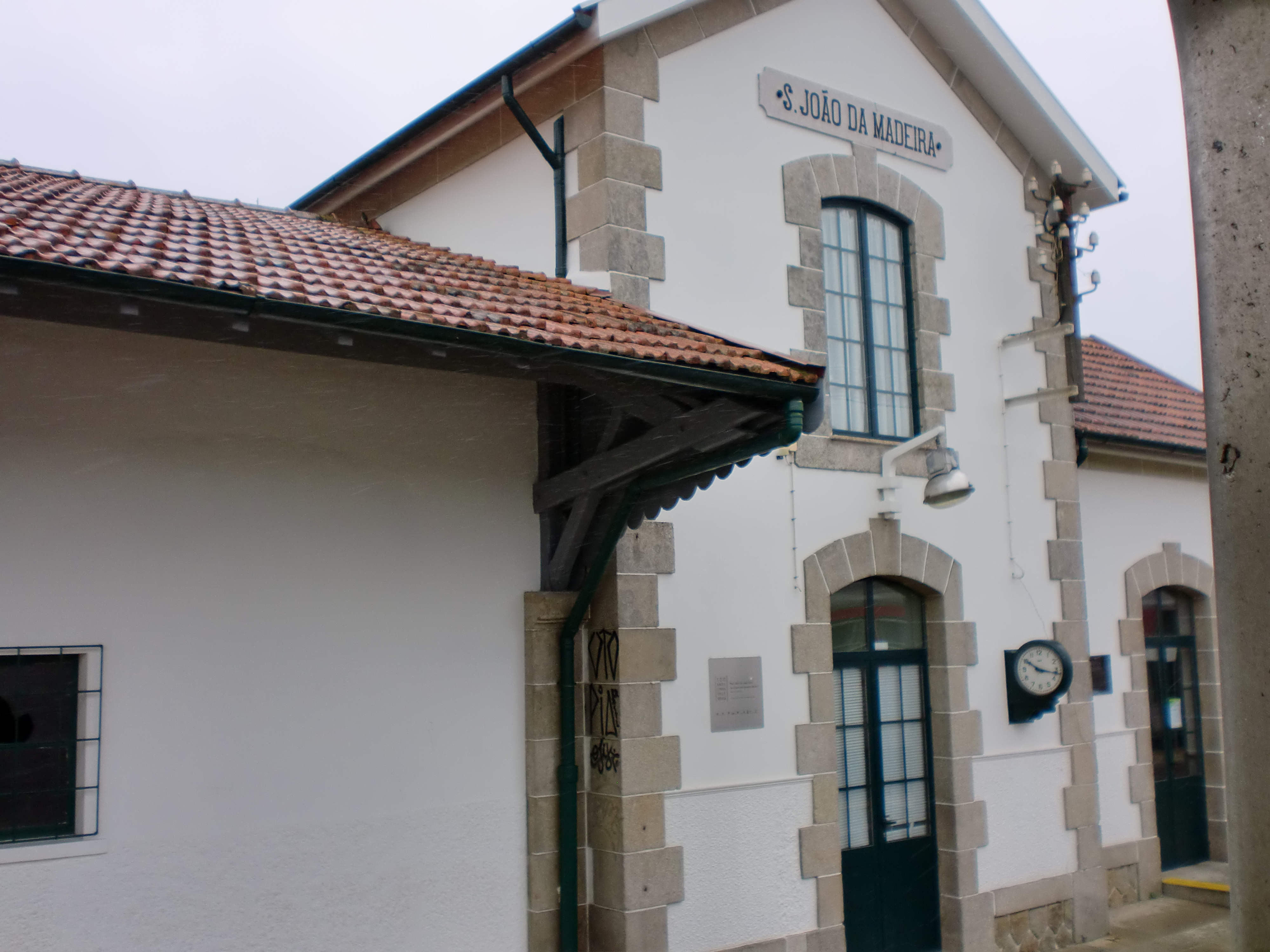
Detalhe da estação de São João da Madeira, em 2010.

## Descrição

### Localização e acessos
Tem acesso pela Rua 5 de Outubro, na localidade de São João da Madeira.

### Infraestrutura
A superfície dos carris (plano de rolamento) ao PK 24+900 situa-se à altitude de 20 540 cm acima do nível médio das águas do mar. O edifício de passageiros situa-se do lado nascente da via (lado esquerdo do sentido ascendente, a Viseu).

### Serviços
Em dados de 2022, esta interface é servida por comboios de passageiros da C.P. de tipo regional, com oito circulações diárias em cada sentido, entre Espinho-Vouga e Oliveira de Azeméis.

## História
A estação de São João da Madeira encontra-se no troço entre Espinho e Oliveira de Azeméis, que foi inaugurado em 21 de Dezembro de 1908.